# Eser Özaltındere
Hasan Eser Özaltındere (* 13. Februar 1954 in Ankara) ist ein ehemaliger türkischer Fußballtorhüter und -trainer. Durch seine langjährige Tätigkeit für Galatasaray Istanbul wird er stark mit diesem Verein assoziiert. Auf Fan- und Vereinsseiten wird er als einer der bedeutendsten Spieler der Klubgeschichte aufgefasst.

## Spielerkarriere

### Gençlerbirliği Ankara und Adana Demirspor
Özaltındere begann mit dem Fußball in der Provinz Artvin. Seine Profikarriere startete er 1972 beim Zweitligisten Gençlerbirliği Ankara. Während dieser Zeit studierte Özaltındere an der İktisadi ve Ticari İlimler Akademisi. (dt. Akademie der Wirtschaftswissenschaften). 1974 wechselte er zum Erstligisten Adana Demirspor. Bei diesem Klub etablierte er sich auf Anhieb zum Stammtorhüter, verdrängte Erdem Arat von diesem Posten und wurde allmähliche zu einem Leistungsträger seiner Mannschaft. Für diesen Klub spielte Özaltındere die nächsten vier Spielzeiten und belegte mit diesem immer Tabellenplätze im mittleren Tabellensegment. Lediglich in seiner letzten Saison bei Demirspor, der Saison 1962/63 rutschte der Klub in die unteren Tabellenregionen und spielte sogar gegen Saisonende gegen den Abstieg. Am Ende schaffte der Klub den Klassenerhalt. Entgegen diesem Trend sorgte der Klub in derselben Saison im Türkischen Fußballpokal für eine Überraschung und erreichte das Pokalfinale. Nach zwei Finalspielen unterlag der Klub Trabzonspor, erreichte aber durch den Finaleinzug eines der größten Erfolge der Vereinsgeschichte.
Während seiner Zeit bei Demirspor steigerte Özaltındere seine Leistungen und wurde zu einem regelmäßig nominierten Nationalspieler.

### Galatasaray Istanbul
Im Sommer 1976 wechselte bei Galatasaray Istanbul der langjährige Stammtorhüter Yasin Özdenak zu New York Cosmos. Der Verein versuchte die kommende Saison erst mit dem anderen Torhüter Nihat Akbay und seinen beiden Vertretungen Yılmaz Pamuk und Doğan Özdenak zu bestehen. Nachdem diese aber aus Sicht des Trainerstabes nicht zufriedenstellende Leistungen zeigten, wurde im Sommer 1977 der jugoslawische Torhüter Boško Kajganić und der türkische Torhüter Bahattin Demircan verpflichtet. Nachdem Kajganić im November 1977 in einem Verkehrsunfall nahe Silivri tödlich verunglückte wurde die Saison mit Akbay und Demircan zu Ende gebracht. Da Akbay zum nächsten Sommer sein Karriereende ankündigte, suchte der Verein nach einem jungen Torhüter.
Da Özaltındere sich während seiner Zeit bei Demirspor zu seinem der verheißungsvollsten Jungtorhüter etabliert hatte, verpflichtete Galatasaray ihn zum Sommer 1979. Özaltındere stieg auf Anhieb zum Stammtorhüter auf und spielte in seiner ersten Spielzeit für diesen Verein in nahezu alle Pflichtspielpartien. Seine Mannschaft lieferte sich mit Trabzonspor bis zum Saisonende eine Wettlauf um die türkische Meisterschaft. Am Saisonende wurde die türkische Meisterschaft mit einem Punkt Unterschied an Trabzonspor vergeben. Unmittelbar nach Saisonende holte Özaltındere mit seiner Mannschaft den Premierminister-Pokal, wodurch Özaltındere seinen ersten Titel auf Vereinsebene gewonnen hatte. Auch in der nächsten Saison behielt Özaltındere seine Stellung innerhalb der Mannschaft. Allerdings erlebte sein Verein die schwierigste Zeit seiner bisherigen Vereinsgeschichte und war bis zum Saisonende mit dem Abstieg konfrontiert. In der neuen Saison erholte sich Özaltınderes Verein von der Vorsaison und beendete die Saison auf dem dritten Tabellenplatz. Özaltındere absolvierte in dieser Saison 24 Ligaspiele. In der neuen Saison, der Saison 1981/82, fiel er aufgrund einer Handverletzung mehrere Wochen aus und absolvierte nur 16 der möglichen 30 Ligaspiele. Seine Mannschaft wurde in dieser Spielzeit Türkischer Fußballpokal- und TSYD-Pokalsieger. Zudem holte seine Mannschaft den Devlet-Başkanlığı-Pokal. Zur nächsten Saison erholte sich Özaltındere von seiner Verletzung und absolvierte nahezu alle Pflichtspiele für seinen Klub. Dieser verpasste gegen Saisonende den Anschluss an die Tabellenspitze und blieb auch in den anderen Wettbewerben titellos. Özaltındere absolvierte in dieser Saison aber eines seiner auffälligsten Spiele seiner Karriere. Im Europapokal der Pokalsieger der Saison 1982/83 traf Galatasaray in der 2. Runde auf den österreichischen Vertreter FK Austria Wien. Das erste Spiel verlor Galatasaray vor heimischer Kulisse mit 2:4. Im Rückspiel vom 3. November 1982 spielte Galatasaray erneut deutlich unterlegen, allerdings scheiterten die Torversuche von den Wiener Spielern an den Paraden von Özaltındere. Durch ein Tor von Mustafa Ergücü in der 63. Minute siegte Galatasaray 1:0. Özaltındere erhielt nach dem Spiel von der Fachpresse durchweg sehr gute Kritiken.
In der Saison fiel Özaltındere oft verletzungsbedingt aus. Seine frühere Handverletzung verheilte nie richtig. So absolvierte er bis zum Saisonende lediglich zehn Ligaspiele. Nach diesen verletzungsbedingten Ausfällen wurde er vom Cheftrainer Tomislav Ivić auf die Verletzungsliste gesetzt.

### Weiterer Karriereverlauf
Nach dem Report von Ivić wurde im Sommer 1984 Özaltındere an den Ligarivalen Sakaryaspor verkauft und an dessen Stelle der jugoslawische Torhüter Zoran Simović verpflichtet. Özaltındere spielte für Sakaryaspor eine Saison und absolvierte 20 Ligaspiele. Anschließend verließ er diesen Klub wieder. Im Nachfolgenden spielte er der Reihe nach für die Vereine Üsküdar Anadolu SK, Yalovaspor, Feriköy SK und Galata SK und beendete anschließend 1992 seine Karriere.

### Nationalmannschaft
Özaltındere absolvierte sieben Spiele für die Türkische U-21-Nationalmannschaft und acht Spiele für die türkische Nationalmannschaft. Bei den meisten U-21-Einsätzen war Özaltındere deutlich über 21 Jahre alt.
Sein letztes A-Länderspiel absolvierte er am 9. März 1983 gegen die Rumänische Nationalmannschaft.

## Trainerkarriere
Özaltındere besuchte bereits in den letzten Jahren seiner Torhüterkarriere Trainerkurse. Nach dem Ende seiner Torhüterkarriere konzentrierte er sich erst auf sein Studium und entschloss sich anschließend fortan als Torwarttrainer zu arbeiten. Als erste Tätigkeit arbeitete er in der Saison 1994/95 bei Galatasaray in dieser Funktion und assistierte dabei dem Cheftrainer Reinhard Saftig. Nachdem Saftig im März 1995 entlassen worden war, übernahm interimsweise Müfit Erkasap bis zum Saisonende die Mannschaft als Cheftrainer. Özaltındere assistierte diesem fortan nicht mehr als Torwarttrainer, sondern als Co-Trainer. Zur nächsten Saison arbeitete er wieder als Torwarttrainer und assistierte dem neuen Cheftrainer Graeme Souness. Ab 1996 arbeitete er mit dem Cheftrainer Fatih Terim zusammen, mit dem er bereits zu Spielerzeiten bei Galatasaray zusammen gespielt hatte. Im März 2004 verließ er Galatasaray.

## Trivia
- Galatasaray Istanbul organisiert seit der Eröffnung des neuen Stadions Türk Telekom Arena, unter der Schirmherrschaft des Hauptsponsors Türk Telekom, vor jedem Heimspiel ein Danksagung für seine ehemaligen legendären Spieler. So wurde am 25. März 2012 im Rahmen der Ligabegegnung gegen Trabzonspor Berkman und seinen damaligen Teamkollegen Müfit Erkasap und Bülent Ünder eine Dankesplakette für ihre langjährigen Dienste und Erfolge überreicht.[1]
- Özaltındere galt zu Spielerzeiten bereits als Intellektueller. Dieser Umstand wurde von der türkischen Presse immer wieder hervorgehoben.[5] So studierte er während seiner Zeit bei Gençlerbirliği Ankara und Adana Demirspor Wirtschaftswissenschaften. Während seiner Zeit bei Galatasaray Istanbul begann er an der Universität Istanbul Philosophie und Marketing zu studieren.[3]
- Özaltındere lebte während seiner Fußballerkarriere seine sozialistische Gesinnung offen aus und war deswegen in der linken Szene der Türkei sehr beliebt. Er selbst bezeichnete sich als Sozialdemokrat.[3] Nach seiner Torhüterkarriere war er auch in linksorientierten Medien als Autor tätig.[6]

## Erfolge
Mit Adana Demirspor
- Türkischer Pokalfinalist: 1977/78

Mit Galatasaray Istanbul
- Türkischer Pokalsieger: 1981/82, 1984/85
- Premierminister-Pokalsieger: 1978/79
- Devlet-Başkanlığı-Pokal: 1981/82
- TSYD-Istanbul-Pokal: 1981/82